# Districte de Kumaon
El districte de Kumaon fou una antiga divisió administrativa de les Províncies del Nord-oest formada per tres subdistrictes: Almora o Kumaon, Champawat i Bhabhar. La superfície era d'uns 15.500 km² i la població el 1881 de 493.641 persones. La capital era a Almora. Els rius principals (d'est a oest) eren el Kali (o Sarda també escrit Sharda), amb els afluents Dhauli Oriental, Gunka, Goriganga, Ramganga Oriental i Sarju, el Pindar, i el Kailganga. Rius menors eren el Ladhiya, Badiya, Bhakra, Bhaur, Kosi i Ramganga Occidental.

## Història
El peregrí xinès Hiuen Tsiang al segle vii va visitar l'anomenat regne de Govisana que ha estat identificat amb Kasipur al Tarai (Índia). La dinastia katyuri o katyura fou la primera important i va tenir centre a Baijnath i després la dels chand a Champawat. El 1563 els chand van aconseguir dominar a diversos petits sobirans de la zona incloent el darrer descendent dels katyuri i el raja Kalyan Chand va traslladar la capital a Almora. El seu fill Rudra Chand fou contemporani d'Akbar el Gran i va fer obediència a l'emperador a Lahore el 1587. El domini mogol sempre fou nominal.
El 1744 Ali Muhammad Khan el cap rohilla, va envair Kumaon, i els rohilles van ocupar i saquejar Almora; la seva estada a la regió fou curta (al cap de set mesos, no els va agradar el clima, i van acceptar un pagament i se'n van anar) però els danys als temples foren importants. Ali Muhammad Khan no va quedar satisfet del que havien fet els seus lloctinents i al cap de tres mesos de la retirada, el 1745, va tornar a enviar les seves forces, però aquesta vegada foren derrotats a l'entrada a les muntanyes, prop de Barakheri, i van abandonar la idea de conquesta.
Després d'això va seguir una sèrie de revoltes a Kumaon que van durar trenta anys, i els rages van perdre totes les seves possessions a les planes (Tarai) excepte el Babhar. El cap gurkha Prithwi Narayan havia pres el control de Nepal a la meitat del segle XVIII i el 1790 els seus successors van decidir atacar Kumaon; els gurkhes van envair el país, van avançar cap a Almora per Gangoli i Kali Kumaun. El raja va fugir i el seu país fou annexionat. Els gurkhes van governar 24 anys. A l'inici del segle XIX es van estendre cap a altres llocs a l'oest i van fer incursions a les planes. El govern gurkha fou cruel i opressiu.
El desembre de 1814 els britànics van decidir posar fi als atacs gurkhes i annexionar Kumaon, ja que no hi havia cap pretendent Chand considerat amb dret legítim. Quatre mil kumaonis dirigits per Harakh Dev Joshi, un cap lleial als reis chand, ministre del darrer sobirà, van lluitar al seu costat, i el gener del 1815 estaven a punt per envair Kumaon. Almora fou ocupada el 26 d'abril de 1815 i el cap gurkha Chandra Bahadur Sah, va demanar una treva al coronel Nicholls, i va oferir evacuar Kumaon. El tinent coronel Gardner va tenir una entrevista amb el comandant gurkha a Almora Bam Sah, i l'endemà es va acordar l'evacuació de totes les posicions gurkhes al Kumaon; en prova de bona fe el fort de Lalmandi (després fort Moira) fou entregat als britànics el mateix dia i el capità Hearsey, presoner dels gurkhes, fou alliberat. Els gurkhes foren escortats fins al riu Kali i els britànics van poder dominar Kumaon i després el Regne de Garhwal. Els britànics van donar als kumaonis el títol de "raça marcial".
E. Gardner fou el primer comissionat de Kumaon (agost de 1817) i després el va seguir Traill; el 1835 el càrrec va passar al coronel Gowan, al que va seguir S. T. Lushington, i a aquest J. H. Batten que va fer el primer establiment regular; el 1848 el va succeir Lushington; el 1856 fou nomenat comissionat el capità (després Major-General i Sir) Henry Ramsay fins al 1883. Poc després es va convertir en districte d'Almora amb els límits reajustats i que poc després va quedar dins les Províncies Unides d'Agra i Oudh entitat formada per la unió de les Províncies del Nord-oest i Oudh.